# ピーター・モイラン
ピーター・マイケル・モイラン（Peter Michael Moylan, 1978年12月2日 - ）は、オーストラリア連邦西オーストラリア州パース出身の元プロ野球選手（投手）。右投右打。愛称はスレッジ。

## 経歴

### プロ入りとツインズ傘下時代
1996年にミネソタ・ツインズと契約し、渡米した。
しかし、マイナーリーグで1番下のクラスであるルーキーリーグで2年間プレイするも、球速が80mph台後半（約140.8km/h前後）を超えることがほとんどなく、また精神的な問題もあったため、上のクラスに昇格することなく1997年のシーズン終了後に解雇され母国オーストラリアへ戻る。

### ツインズ退団後
母国では医薬品のセールスマンとして勤め、野球は週末に地元クラブチームの試合に出場する程度に続けていた。映画『オールド・ルーキー』（原題："The Rookie"）のDVDを繰り返し観て「これが俺だったらいいのに」と思うなど、メジャーリーグに未練を残していた。
その後2度にわたる背中の手術を受けたため、投球フォームをサイドスローに変えてみたところ、球速が90mph（約144.8km/h）を大きく超えるようになり、さらにこれまでにないくらい球が動くようになった。
2005年8月にスカウトがスピードガンで測定したときには94mph（約151.3km/h）を記録し、モイラン本人も「誰かがイタズラを仕掛けたのかと思った」と驚くほどであった。
2006年3月に開催された第1回ワールド・ベースボール・クラシック(WBC)のオーストラリア代表に選出された。同大会では、3月9日に行われた1次リーグ第2戦のベネズエラ戦に登板した。1.2回を投げ与四球5と制球に苦しむも、ボビー・アブレイユやマグリオ・オルドニェスなどメジャーリーグのスター選手たちから4つの三振を奪う。オーストラリアはこの試合に0－2で敗れて2次リーグ進出を逃し、モイランの登板はこの1試合だけに終わる。

### ブレーブス時代
WBCでのモイランの投球はメジャーリーグのスカウトの目を引き、大会直後にアトランタ・ブレーブスと契約を結ぶことになった。オーストラリア代表チームの投手コーチがブレーブスとの間に人脈を持っていたという。
2006年4月12日のフィラデルフィア・フィリーズ戦で、メジャーデビューを果たし、史上23人目のオーストラリア人メジャーリーガーとなる。この年はマイナーAAA級リッチモンド・ブレーブスへの降格とメジャーへの昇格とを繰り返し、昇格が計4回という忙しいシーズンとなった。
2007年も開幕はAAA級リッチモンドで迎えたが、4月18日にメジャーへ昇格。この年はマイク・ゴンザレスの故障やボブ・ウィックマンの解雇などで救援陣が手薄になっていたこともあり、チーム最多の80試合に登板。うち20試合で投球回が1イニングを超えたものの、防御率1.80を記録した。監督のボビー・コックスは「5回や6回のピンチで登板させてもよし、8回に投げさせてもよし。最終回に出しても心配いらないだろう。彼のような男がチームにいてくれて嬉しいよ。センセーショナルなシーズンだったね」と賞賛している。
2008年は、4月11日のワシントン・ナショナルズ戦に登板した翌朝、起床したとき肘に痛みを感じていることに気付く。病院での検査の結果、そのまま故障者リスト入りとなり、5月にトミー・ジョン手術を受けて残りのシーズンを棒に振ることとなった。
2009年4月8日、シーズン開幕から3試合目のフィリーズ戦に登板し1年ぶりに復帰。一時はシーズン開幕時点での復帰は絶望的とみられていたほどの故障から回復したばかりであるにもかかわらず、この年は全162試合の半分以上かつ球団新記録の87試合に登板し、被本塁打0の25ホールド・防御率2.84と好投した。
2010年も、モイランは2年連続チーム最多となる85試合に登板。斎藤隆やジョニー・ベンタースらとともに、抑えのビリー・ワグナーへと繋ぐ中継ぎとして活躍し、リーグ屈指の救援陣を支えた。コックスが監督業からの勇退を表明していたこの年、ブレーブスは91勝71敗でワイルドカードを獲得し、5年ぶりのポストシーズン進出を果たしている。
2011年は故障続きで13試合の登板に終わった。9月末に右肩の手術を受け、最低6ヶ月以上のリハビリを要すると診断された。
2012年はマイナー契約で残留。リハビリ登板を経て、ロースターが拡大された9月1日にメジャー復帰を果たした。オフにFAとなった。

### ドジャース時代
2013年1月16日にロサンゼルス・ドジャースとマイナー契約を結んだ。5月31日にメジャーに昇格し、10試合に登板後、6月29日に再びAAA級アルバカーキ・アイソトープスへ降格する。9月1日にロースターが拡大するのに伴って、再び昇格する。最終的に14試合に登板するも、防御率6.46に終わった。10月22日にDFAとなる。

### アストロズ傘下時代
2013年11月23日にヒューストン・アストロズとマイナー契約を結んだ。
2014年3月26日に自由契約となった。

### ブレーブス復帰
2015年3月11日にブレーブスとマイナー契約を結び、8月16日にメジャー契約を結んだ。11月2日にFAとなった。

### ロイヤルズ時代
2016年1月27日にカンザスシティ・ロイヤルズとマイナー契約を結んだ。1月28日に第4回WBC予選のオーストラリア代表に選出された。同大会でオーストラリアは本戦出場を決めた。
シーズンでは5月12日にクリス・ヤング、クリス・メドレン両投手の故障者リスト入りに伴い、スコット・アレクサンダーと共にメジャー昇格した。9月26日のミネソタ・ツインズ戦で同じオーストラリア出身のジェイムズ・ベレスフォードと対戦し、オーストラリア対決が実現した。同年は6シーズンぶりの高水準となる50試合に登板し、2勝0敗・防御率3.43・という成績を残して一定の復活を遂げた。オフの11月3日にFAとなった。
オフの間はオーストラリアン・ベースボールリーグのメルボルン・エイシズで投手兼任コーチとして在籍していた。
2017年2月9日に第4回WBC本戦のオーストラリア代表に選出された。2月17日にロイヤルズとマイナー契約で再契約し、招待選手としてメジャーのスプリングトレーニングに参加。これにより、代表が行なった韓国遠征には参加しなかった。スプリングトレーニングでは3試合に登板した。その後、チームを離脱して、3月4日に訪日し、京セラドームで阪神タイガースと強化試合を行なっていた代表に合流。
シーズンでは4月2日にメジャー契約を結んで開幕25人枠入りし、リーグ最多の79試合に登板した。オフの10月23日に前年同様に選手兼任コーチとしてABLのエイシズでプレーすることになった。11月2日にフリーエージェント(FA)となった。

### ブレーブス2度目の復帰
2018年2月19日にブレーブスと1年契約を結んだ。この年は39試合に登板し、防御率4.45の成績を残したが、オフの10月29日にFAとなった。
その後は所属先はなく2019年2月27日、現役引退を表明した。
2019年、プレミア12のオーストラリア代表に選手された。

## 投球スタイル
サイドスローからの最速152.9km/h、平均球速145km/hのシンカー、平均126km/hのスライダー、平均132km/hのチェンジアップの3球種を持ち球とするリリーフ投手である。いわゆるストレート（フォーシーム）は、サイドハンド転向後は投げていない。

## 詳細情報

### 年度別投球成績
| 年 度   | 球 団   | 登 板 | 先 発 | 完 投 | 完 封 | 無 四 球 | 勝 利 | 敗 戦 | セ 丨 ブ | ホ 丨 ル ド | 勝 率 | 打 者 | 投 球 回 | 被 安 打 | 被 本 塁 打 | 与 四 球 | 敬 遠 | 与 死 球 | 奪 三 振 | 暴 投 | ボ 丨 ク | 失 点 | 自 責 点 | 防 御 率 | W H I P |
| ------- | ------- | ----- | ----- | ----- | ----- | -------- | ----- | ----- | -------- | ----------- | ----- | ----- | -------- | -------- | ----------- | -------- | ----- | -------- | -------- | ----- | -------- | ----- | -------- | -------- | ------- |
| 2003    | 誠泰    | 4     | 1     | 0     | 0     | 0        | 1     | 0     | 0        | 0           | 1.000 | 51    | 12.0     | 12       | 1           | 6        | 0     | 0        | 4        | 0     | 0        | 6     | 4        | 3.00     | 1.50    |
| 2006    | ATL     | 15    | 0     | 0     | 0     | 0        | 0     | 0     | 0        | 0           | ----  | 68    | 15.0     | 18       | 1           | 5        | 1     | 0        | 14       | 0     | 0        | 8     | 8        | 4.80     | 1.53    |
| 2007    | ATL     | 80    | 0     | 0     | 0     | 0        | 5     | 3     | 1        | 8           | .625  | 359   | 90.0     | 65       | 6           | 31       | 12    | 7        | 63       | 2     | 0        | 27    | 18       | 1.80     | 1.07    |
| 2008    | ATL     | 7     | 0     | 0     | 0     | 0        | 0     | 1     | 1        | 4           | .000  | 25    | 5.2      | 5        | 1           | 1        | 0     | 1        | 5        | 0     | 0        | 1     | 1        | 1.59     | 1.06    |
| 2009    | ATL     | 87    | 0     | 0     | 0     | 0        | 6     | 2     | 0        | 25          | .750  | 309   | 73.0     | 65       | 0           | 35       | 8     | 2        | 61       | 1     | 0        | 29    | 23       | 2.84     | 1.37    |
| 2010    | ATL     | 85    | 0     | 0     | 0     | 0        | 6     | 2     | 1        | 21          | .750  | 271   | 63.2     | 53       | 5           | 37       | 6     | 2        | 52       | 3     | 0        | 24    | 21       | 2.97     | 1.41    |
| 2011    | ATL     | 13    | 0     | 0     | 0     | 0        | 2     | 1     | 0        | 2           | .667  | 38    | 8.1      | 12       | 0           | 3        | 0     | 0        | 10       | 0     | 0        | 3     | 3        | 3.24     | 1.80    |
| 2012    | ATL     | 8     | 0     | 0     | 0     | 0        | 1     | 0     | 1        | 1           | 1.000 | 21    | 5.0      | 3        | 1           | 2        | 0     | 0        | 2        | 1     | 0        | 3     | 1        | 1.80     | 1.00    |
| 2013    | LAD     | 14    | 0     | 0     | 0     | 0        | 1     | 0     | 0        | 1           | 1.000 | 70    | 15.1     | 23       | 3           | 7        | 1     | 0        | 6        | 0     | 0        | 11    | 11       | 6.46     | 1.96    |
| 2015    | ATL     | 22    | 0     | 0     | 0     | 0        | 1     | 0     | 0        | 3           | 1.000 | 44    | 10.1     | 12       | 1           | 0        | 0     | 0        | 8        | 0     | 1        | 5     | 4        | 3.48     | 1.16    |
| 2016    | KC      | 50    | 0     | 0     | 0     | 0        | 2     | 0     | 0        | 7           | 1.000 | 191   | 44.2     | 42       | 4           | 16       | 0     | 0        | 34       | 3     | 0        | 19    | 17       | 3.43     | 1.30    |
| 2017    | KC      | 79    | 0     | 0     | 0     | 0        | 0     | 0     | 0        | 24          | ----  | 243   | 59.1     | 40       | 4           | 25       | 3     | 5        | 46       | 1     | 0        | 26    | 23       | 3.49     | 1.10    |
| 2018    | ATL     | 39    | 0     | 0     | 0     | 0        | 0     | 1     | 0        | 4           | .000  | 129   | 28.1     | 32       | 4           | 18       | 3     | 2        | 23       | 3     | 0        | 14    | 14       | 4.45     | 1.76    |
| MLB13年 | MLB13年 | 499   | 0     | 0     | 0     | 0        | 24    | 10    | 4        | 100         | .706  | 1768  | 418.2    | 370      | 30          | 180      | 34    | 21       | 324      | 14    | 1        | 170   | 144      | 3.10     | 1.31    |

- 2018年度シーズン終了時
- 各年度の太字はリーグ最高

### 背番号
- 24（2003年）
- 27（2006年 - 同年途中）
- 58（2006年途中 - 2012年、2015年）
- 41（2013年）
- 47（2016年 - 2017年）
- 30（2018年）

### 代表歴
- 2006 ワールド・ベースボール・クラシック・オーストラリア代表
- 2017 ワールド・ベースボール・クラシック・オーストラリア代表
- 2019 WBSCプレミア12オーストラリア代表